# Чешуегорлый солнечный колибри
Чешуегорлый солнечный колибри (лат. Phaethornis eurynome) — вид птиц из семейства колибри (Trochilidae). Обитает в Южной Америке.

## Описание
Длина птицы составляет 14-14,5 см, самцы весят 4,5—6 г, самки 4—5 г. Верхняя часть головы черновато-коричневая, перья на шее имеют рыжевато-коричневые края. Верхняя часть тела и верхние кроющие перья крыльев бронзово-зелёные, перья имеют охристые края. Через глаза идут широкие чёрные полосы, окаймленные светло-охристыми "бровями" и более светлыми "усами". Перья на горле черноватые с охристыми краями, формирующие на горле чешуевидный узор. Нижняя часть тела серая, брюхо охристое. Крылья черновато-фиолетовые. Рулевые перья золотисто-зелёные с белыми кончиками, центральная пара длиннее остальных. Клюв сверху чёрный, снизу жёлтый с чёрным кончиком, ноги коричневые. У самок крылья несколько короче, а клюв более изогнутый, чем у самцов.

## Подвиды
Выделяют два подвида:
- P. e. eurynome (Lesson, 1832) — юго-восточная Бразилия (от Баии до Риу-Гранди-ду-Сул);
- P. e. paraguayensis Bertoni & Bertoni, AW, 1901 — восточный Парагвай и северо-восточная Аргентина (Мисьонес).

## Распространение и среда обитания
Чешуегорлые солнечные колибри обитают в подлеске влажных горных и равнинных атлантических лесов, на высоте от 100 до 2250 м над уровнем моря. Ведут в основном оседлый образ жизни. Питаются нектаром цветов, передвигаясь по определенному маршруту, а также мелкими насекомыми и пауками. В Бразилии сезон размножения длится с сентября по март. Гнездо конусообразное, производится из растительных волокон, мха, лишайников и паутины, подвешивается к нижней стороне пальмового листа. Часто чешуегорлые солнечные колибри используют лишайник Spiloma roseum, красящий яйца и брюхо самки в красный цвет. В кладке 2 яйца весом 0,75 г и размерами 17×10,5 мм. Инкубационный период длится 17 дней, птенцы покидают гнездо через 22-23 дня после вылупления.